# Micrarchus hystriculeus
Micrarchus hystriculeus is een wandelende tak uit de familie Phasmatidae. De wetenschappelijke naam van deze soort is voor het eerst voorgesteld als Pachymorpha hystriculea door John Obadiah Westwood in een publicatie uit 1859.
De soort komt voor in Nieuw-Zeeland.